# CL50
Se conoce como CL50 (en inglés, LC50) a una medida estándar de la toxicidad del medio circundante. La mitad de la muestra de población (50%) de una prueba en un  animal específico en un período determinado muere a causa de la exposición a través de la inhalación o la respiración. Como una comparación de toxicidad, los valores de LC50 no tienen correlación directa de una especie a la otra o a los seres humanos. La medición CL50 se hace en  microgramos o miligramos de material por litro, o partes por millón (ppm), de aire o agua. Cuanto menor sea la cantidad, más tóxico  es el material. También conocida como la concentración letal media o concentración crítica de la población 50. También visto como CL50.
Para reporta un LC se señala el animal aplicado, la concentración y el tiempo. ejemplo : LC50(rata)-1000ppm/ 4hr
- Datos: Q56377226